# Simon Paulli

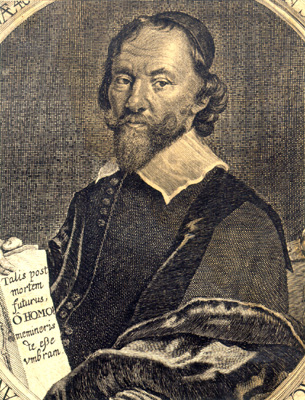
Simon Paulli.

Simon Paulli, född den 6 april 1603 i Rostock, död den 23 april 1680, var en tyskfödd dansk anatom och botanist, far till Daniel Paulli, farfar till Joakim Richard Paulli.
Paulli blev 1621 student vid Rostocks universitet, studerade utomlands i flera år, tog doktorsgraden vid Leucorea i Wittenberg 1630 och verkade som läkare i Lybeck 1631-35. Sedan var han professor vid Rostocks universitet och 1640-48 professor i anatomi och botanik vid Köpenhamns universitet. 
Paulli inrättade där en "anatomisk teater" 1645 samt föreläste och demonstrerade inte bara på latin för studenterna, utan även, i strid mot tidens vetenskapliga fördomar, på tyska för kirurger (barberarlärlingar) och farmaceuter. 
År 1650 blev han hovmedikus och 1656 läkare hos Fredrik III. Undervisningen i botanik fortsatte han med iver i många år efter sin avgång från universitetet. Paulli gjorde sig förtjänt genom sin Flora danica d. e. Dansk Vrtebog (1648), det första botaniska arbetet av vetenskapligt värde, innehållande beskrivning på omkring 400 växter med illustrationer. 
Linné uppkallade efter honom släktet Paullinia.